# Hollandichthys
Genre
Hollandichthys est un genre de poissons téléostéens de la famille des Characidae et de l'ordre des Characiformes.

## Liste d'espèces
Selon FishBase (10 juin 2015):
- Hollandichthys multifasciatus (Eigenmann & Norris, 1900)
- Hollandichthys taramandahy Bertaco & Malabarba, 2013